# Hromoš
Hromoš (węg. Kormos, do 1899 Gromos) – wieś (obec) na Słowacji w kraju preszowskim, powiecie Lubowla. Pierwsza wzmianka pisemna o miejscowości pochodzi z roku 1600.
W miejscowości jest przystanek kolejowy Hromoš.